# Adyr-Kieżyg
Adyr-Kieżyg (ros. Адыр-Кежиг) – wieś w Rosji, w Tuwie, w kożuunie todżyńskim. W 2010 liczyła 1202 mieszkańców.